# Gråjärn

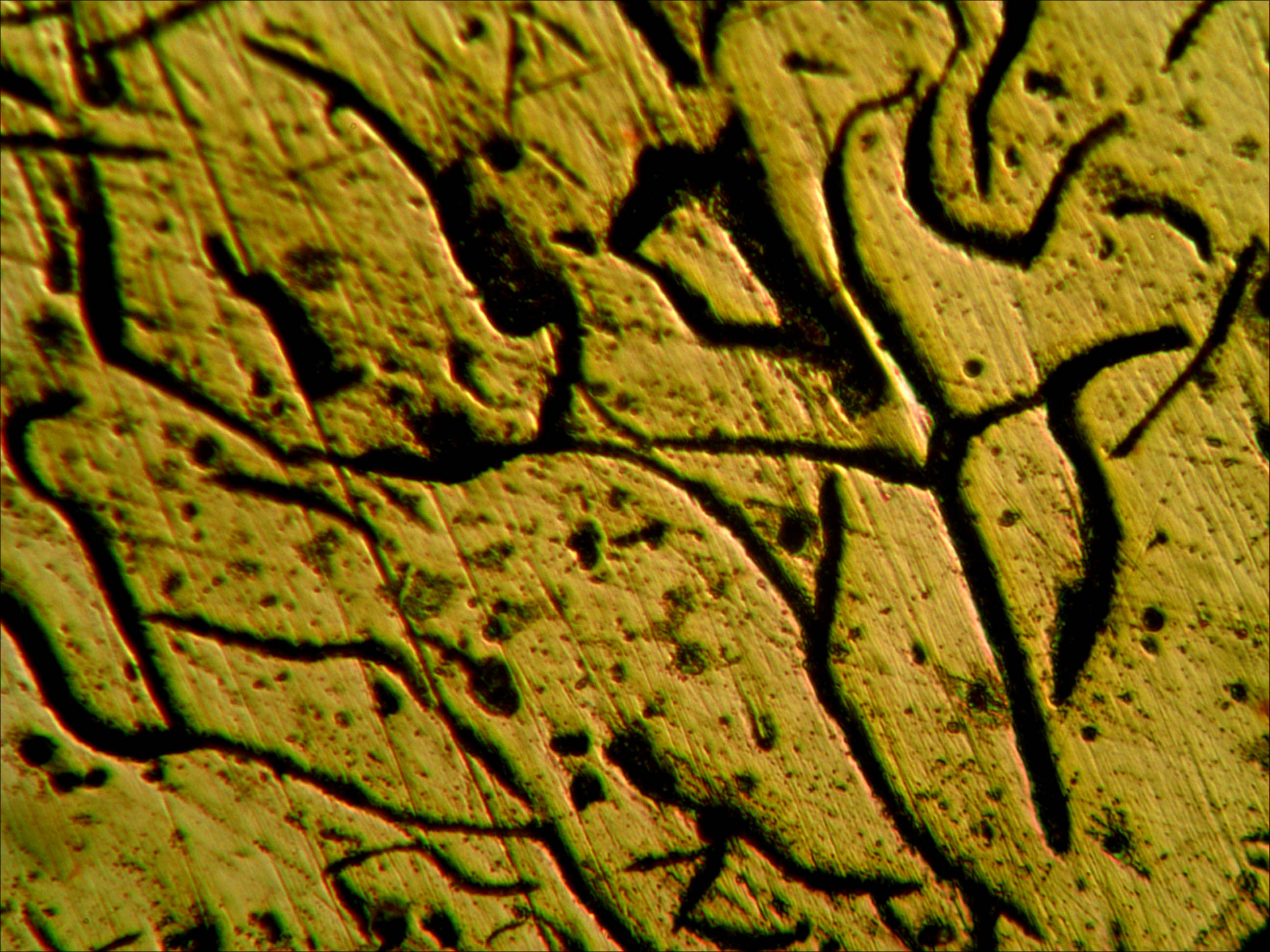
Mikrostruktur för gråjärn.

Gråjärn är en typ av gjutjärn som innehåller kol i grafitform och har sin benämning efter färgen i dess brottyta. Det framställs från tackjärn och är det vanligaste gjutjärnet och det mest använda gjutmaterialet baserat på vikt. Det används framför allt i produkter där hårdheten är viktigare än draghållfastheten, bland annat motorblock, pumphus, ventilhus, elektriska lådor och dekorativa gjutgods. Andra fördelar är lätthet att forma till komplexa former, värmetålighet, relativt låg friktion och dess höga värmeledningsförmåga och specifika värmekapacitet utnyttjas ofta för att tillverka köksredskap av gjutjärn och bromsskivor.
Dess tidigare utbredda användning när det gäller bromsar i godståg har minskat kraftigt inom Europeiska unionen, på grund av oro för buller. Deutsche Bahn hade 2019 till exempel ersatt grå järnbromsar på 53 000 av sina godsvagnar (85 procent av deras flotta) med nyare, tystare modeller – delvis för att följa en lag som trädde i kraft i december 2020.

## Struktur
En typisk kemisk sammansättning för att erhålla en grafitisk mikrostruktur är 2,5 till 4,0 viktprocent kol och 1 till 3 viktprocent kisel. Grafit kan uppta 6 till 10 procent av volymen gråjärn. Kisel är viktigt för att göra gråjärn i motsats till vitt gjutjärn, eftersom kisel är ett grafitstabiliserande element i gjutjärn, vilket innebär att det hjälper legeringen att producera grafit istället för järnkarbider. Vid 3 procent kisel hålls nästan inget kol i kemisk form som järnkarbid. En annan faktor som påverkar grafitisering är stelningshastigheten. Ju långsammare hastigheten är desto större tid för kolet att diffundera och ackumuleras till grafit. En måttlig kylningshastighet bildar en mer perlitisk matris, medan en snabb kylningshastighet bildar en mer ferritisk matris. För att uppnå en helt ferritisk matris måste legeringen glödgas. Snabb kylning undertrycker helt eller delvis grafitisering och leder till bildandet av cementit, som kallas vitt järn.
Grafiten har formen av en tredimensionell flinga. I två dimensioner, som en polerad yta, framträder grafitflingorna som fina linjer. Grafiten har ingen märkbar styrka, så de kan behandlas som tomrum. Flingornas spetsar fungerar som redan existerande skåror vid vilka spänningar koncentreras och det beter sig därför på ett sprött sätt. Närvaron av grafitflingor gör gråjärnet lätt att bearbeta eftersom det tenderar att spricka lätt över grafitflingorna. Gråjärn har också mycket god dämpningskapacitet och används därför ofta som bas för verktygsmaskiner.

## Klassificering
I USA är den vanligaste klassificeringen för gråjärn ASTM International standard A48. Detta ordnar gråjärn i klasser som motsvarar dess minsta draghållfasthet i tusentals pund per kvadrattum (ksi); t.ex.class 20 gråjärn har en minsta draghållfasthet på 20 000 psi (140 MPa). Klass 20 har en hög kolekvivalent och en ferritmatris. Gråjärn med högre hållfasthet, upp till klass 40, har lägre kolekvivalenter och en perlitmatris. Gråjärn över klass 40 kräver legering för att ge fast lösningsförstärkning, och värmebehandling används för att modifiera matrisen. Klass 80 är den högsta klassen som finns, men den är extremt spröd. ASTM A247 används också ofta för att beskriva grafitstrukturen. Andra ASTM-standarder som handlar om gråjärn omfattar ASTM A126, ASTM A278 och ASTM A319.
Inom bilindustrin används SAE International (SAE) standard SAE J431 för att beteckna kvalitet istället för klasser. Dessa kvaliteter är ett mått på förhållandet mellan draghållfasthet och Brinellhårdhet. Variationen av dragmodulen för elasticitet hos de olika kvaliteterna är en återspegling av procentandelen grafit i materialet eftersom sådant material varken har styrka eller styvhet och det utrymme som upptas av grafit fungerar som ett tomrum och därigenom skapar ett svampigt material.
| Klass | Draghållfasthet (ksi) | Tryckhållfasthet (ksi) | Dragmodul, E (Mpsi) |
| ----- | --------------------- | ---------------------- | ------------------- |
| 20    | 22                    | 83                     | 10                  |
| 30    | 31                    | 109                    | 14                  |
| 40    | 57                    | 140                    | 18                  |
| 60    | 62.5                  | 187.5                  | 21                  |

| Grad                           | Brinellhårdhet | t/h† | Beskrivning         |
| ------------------------------ | -------------- | ---- | ------------------- |
| G1800                          | 120–187        | 135  | Ferritisk-perlitisk |
| G2500                          | 170–229        | 135  | Perlitisk-ferritisk |
| G3000                          | 187–241        | 150  | Perlitisk           |
| G3500                          | 207–255        | 165  | Perlitisk           |
| G4000                          | 217–269        | 175  | Perlitisk           |
| †t/h = draghållfasthet/hårdhet |                |      |                     |

| Material                                                    | Dämpningskapacitet† |
| ----------------------------------------------------------- | ------------------- |
| Gråjärn (hög kolekvivalent)                                 | 100–500             |
| Gråjärn (koldioxidsnål ekvivalent)                          | 20–100              |
| Segjärn                                                     | 5–20                |
| Smidbart järn                                               | 8–15                |
| Vitt järn                                                   | 2–4                 |
| Stål                                                        | 4                   |
| Aluminium                                                   | 0,47                |
| †Naturlig logg av förhållandet mellan successiva amplituder |                     |

## Fördelar och nackdelar
Gråjärn är en vanlig teknisk legering på grund av dess relativt låga kostnad och goda bearbetbarhet, vilket beror på att grafiten smörjer snittet och bryter upp flisen. Den har också bra gallring och slitstyrka eftersom grafitflingorna smörjer sig själv. Grafiten ger också gråjärn en utmärkt dämpningskapacitet eftersom den absorberar energin och omvandlar den till värme. Gråjärn kan inte bearbetas (smidd, extruderad, valsad med mera) ens vid temperatur.
Gråjärn har också mindre stelningskrympning än andra gjutjärn som inte bildar en grafitmikrostruktur. Kiseln främjar god korrosionsbeständighet och ökad fluiditet vid gjutning. Gråjärn anses i allmänhet vara lätt att svetsa. Jämfört med de modernare järnlegeringarna har gråjärn låg draghållfasthet och duktilitet. Därför är dess slag- och chockmotstånd nästan obefintlig.